# GP Sven Nys 2008
De 9e editie van de cyclocross GP Sven Nys op de Balenberg in Baal werd gehouden op 1 januari 2008. De wedstrijd maakte deel uit van de GvA Trofee veldrijden 2007-2008. Sven Nys won voor de tweede keer op rij en tot dan was het zijn zevende overwinning. 

## Mannen elite

### Uitslag
| Plaats | Naam                | Ploeg                           | Tijd     |
| ------ | ------------------- | ------------------------------- | -------- |
| 1      | Sven Nys            | Landbouwkrediet-Tönissteiner    | 59'52"   |
| 2      | Zdeněk Štybar       | Fidea Cycling Team              | onbekend |
| 3      | Kevin Pauwels       | Fidea Cycling Team              | onbekend |
| 4      | Lars Boom           | Rabobank Continental Team       | onbekend |
| 5      | Bart Aernouts       | Rabobank Continental Team       | onbekend |
| 6      | Richard Groenendaal | AA Drinks Cycling Team          | onbekend |
| 7      | Erwin Vervecken     | Fidea Cycling Team              | onbekend |
| 8      | Wilant van Gils     | Team ZZPR.nl                    | onbekend |
| 9      | Rob Peeters         | Landbouwkrediet-Tönissteiner    | onbekend |
| 10     | Thijs Al            | Be-One Chainreactioncycles Team | onbekend |

| Pos. | Punten | Pos. | Punten |
| ---- | ------ | ---- | ------ |
| 1    | 60     | 9    | 12     |
| 2    | 40     | 10   | 10     |
| 3    | 30     | 11   | 8      |
| 4    | 25     | 12   | 6      |
| 5    | 20     | 13   | 4      |
| 6    | 18     | 14   | 2      |
| 7    | 16     | 15   | 1      |
| 8    | 14     |      |        |